# Jaroslav Zeman (zápasník)
Jaroslav Zeman (* 20. února 1962 Praha) je bývalý československý a český zápasník – klasik, účastník olympijských her v roce 1988, 1992 a 1996.

## Sportovní kariéra
Zápasení se věnoval od útlého dětství po vzoru svého strýce, olympijského medailisty Miroslava Zemana v pražském klubu Rudá Hvězda (později PSK Olymp). Jeho prvním trenérem byl pan Jabůrek. Navštěvoval sportovní základní školu v Jeseniově ulici, kde se věnoval převážně lehké atletice a v žákovských kategoriích patřil mezi přední československé atlety. Po vyučení automechanikem však upřednostnil sportovní kariéru v zápasu. Pod vedením Petra Kmenta se specializoval na zápas řecko-římský.
Do československé mužské reprezentace klasiků ho poprvé pozval reprezentační trenér Vítězslav Mácha v závěru roku 1981. V červenci 1982 se stal mistrem Evropy v kategorii olympijských nadějí do 21 let v lehké váze do 68 kg. V olympijském roce 1984 přestoupil do vyšší velterové váhy do 74 kg, do které shazoval cca 3 kilogramy. Kvůli bojkotu však přišel o účast na olympijských hrách v Los Angeles.
Od roku 1985 pod vedením nového reprezentačního trenéra Miroslava Janoty výsledkově stagnoval. Neúspěchy silně prožíval a začal trpět žaludečnimi (psychosomatickými) problémy. V posunu mezi světovou špičku mu pomohla změna reprezentačního vedení v závěru roku 1987. Navíc se ho v Rudé Hvězdě ujal mladý trenér Václav Scheiner starší. Změny v přípravě zavedené mladým reprezentačním trenérem Ervínem Vargou nesli první ovoce na mistrovství Evropy v norském Oslu – Kolbotnu v květnu 1988, kde prohrál až ve finále s kazašsko-čečenským Sovětem Bisoltem Decijevem a obsadil druhé místo. Na zářijové olympijské hry v Soulu odjížděl s ambicemi na pěkný výsledek. V úvodním kole základní skupiny B mu porážku z posledního mistrovství Evropy vrátil Maďar János Takács, když nad ním zvítězil 2:5 na technické body. V dalším kole ho druhou porážkou v turnaji, na lopatky vyřadil kazašský Sovět Daulet Turlychanov.
Od roku 1989 pokračoval v nastaveném trendu s jedním úspěšným vrcholem sezony. Na mistrovství Evropy v Oulu a mistrovství Evropy v Poznani v roce 1990 vybojoval 3. místo, které nepotvrdil na mistrovství světa. V roce 1991 se situace obrátila, po výsledkovém propadáku na mistrovství Evropy v německém Aschaffenburgu startoval na zářijovém mistrovství světa ve Varně. V závěrečném zápase skupiny o postup do finále s domácím Bulharem Petarem Tenevem zvítězil technickou převahou na pasivitu a jako vítěz skupiny postoupil do finále proti arménskému Sovětu Mnacakanu Iskandarjanovi. O hlavu menším, podsaditým Iskandarjanem prohrál před časovým limitem na lopatky a obsadil druhé místo, kterým si předčasně zajistil účast na olympijských hrách v Barceloně v roce 1992.
V olympijském roce 1992 se soustředil na jediný vrchol, červencové olympijské hry v Barceloně. Před turnajem musel shazovat 6 kilogramů. V úvodním kole základní skupiny A porazil Íránce Ahadem Džavánsálehího 4:0 na technické body a ve druhém dokonce před časovým limitem technickou převahou Rumuna Endera Memeta. Ve třetím kole s Polákem Józefem Traczem vedl 50 sekund před koncem hrací doby 3:0 na technické body. Neodolal však drtivému závěrečnému tlaku Poláka a prohrál 4:5 na technické body. Ve čtvrtém kole původně zvítězil nad Švédem Torbjörne Kornbakkem 2:1 na technické body. Švédové však podali protest u jury za jeden rozhodčím nehodnocený chvat. Jury protest uznala a připsala Švédovi 3 body. Zápas mezi Zemanem a Kornbakkem tak skončil 2:4 na technické body. Tím byl z dalších bojů ve skupině vyřazen a čtvrtým místem ho čekal zápas o umístění proti Bulharu Dobri Marinovovi. Bulhar se k zápasu s ním nedostavil a obsadil tak konečné 7. místo. Po olympijských hrách avizoval konec v reprezentaci. Měl mladou rodinu, které se chtěl více věnovat – s manželkou Miroslavou má dva syny Jaroslava (*1983) a Lukáše (*1987).
Od roku 1993 se nechal zlákat pracovní nabídkou podnikatele Pavla Domkaře do jeho firmy Dominy, která zároveň provozovala v hostivařské sokolovně vlastní zápasnický klub. Vzápětí se vrátil i do reprezentace, ale na předbarcelonskou formu nenavázal. Od roku 1994 startoval častěji ve vyšší střední váze do 82 kg. V roce 1995 přišel o startu na domácím mistrovství světa v Praze kvůli zraněným žebrům. Do olympijského roku 1996 se s trenérem Scheinerem rozhodli o návrat do velterové váhy do 74 kg. Na březnovém mistrovství Evropy v Budapešti nepřijel v optimální formě. Ve druhém kole s Nizozemcem Richardem van Zaanenem prohrával již 0:7 na technické body. Dokázal však zápas otočit a vyhrát 11:7. Ve čtvrtém kole ho z turnaje vyřadil favorit Mnacakan Iskandarjan reprezentující Rusko. Obsadil konečné 10. místo, kterým se jako poslední kvalifikoval na své třetí olympijské hry v Atlantě. V úvodním kole porazil snadno Maročana Azíze Chaláfího 7:0 na technické body. Ve druhém kole prohrál s mladým Maďarem Tamásem Berziczou 1:5 na technické body a v opravách ho z turnaje definitivně vyřadil Bulhar Stojan Dobrev 0:5 na technické body.
V roce 1997 se Domkařova firma Domino dostala do konkurzu a v 34 letech ukončil sportovní kariéru. Věnuje se trenérské práci v domovském klubu Olymp.

### Výsledky v zápasu řecko-římském
| Turnaj             | 1982 | 1983 | 1984 | 1985 | 1986 | 1987 | 1988 | 1989 | 1990 | 1991 | 1992 | 1993 | 1994 | 1995 | 1996 |
| Turnaj             | 20   | 21   | 22   | 23   | 24   | 25   | 26   | 27   | 28   | 29   | 30   | 31   | 32   | 33   | 34   |
| Turnaj             | −68  | −68  | −74  | −74  | −74  | −74  | −74  | −74  | −74  | −74  | −74  | −74  | −74  | −82  | −74  |
| ------------------ | ---- | ---- | ---- | ---- | ---- | ---- | ---- | ---- | ---- | ---- | ---- | ---- | ---- | ---- | ---- |
| Olympijské hry     |      |      | —    |      |      |      | úč.  |      |      |      | 7.   |      |      |      | úč.  |
| Mistrovství světa  | úč.  | úč.  |      | úč.  | úč.  | úč.  |      | úč.  | úč.  | 2.   |      | úč.  | úč.  | —    |      |
| Mistrovství Evropy | úč.  | úč.  | 7.   | úč.  | —    | 5.   | 2.   | 3.   | 3.   | úč.  | —    | úč.  | úč.  | —    | úč.  |
| ME olym. nadějí    | 1.   |      |      |      |      |      |      |      |      |      |      |      |      |      |      |